# Телесный угол

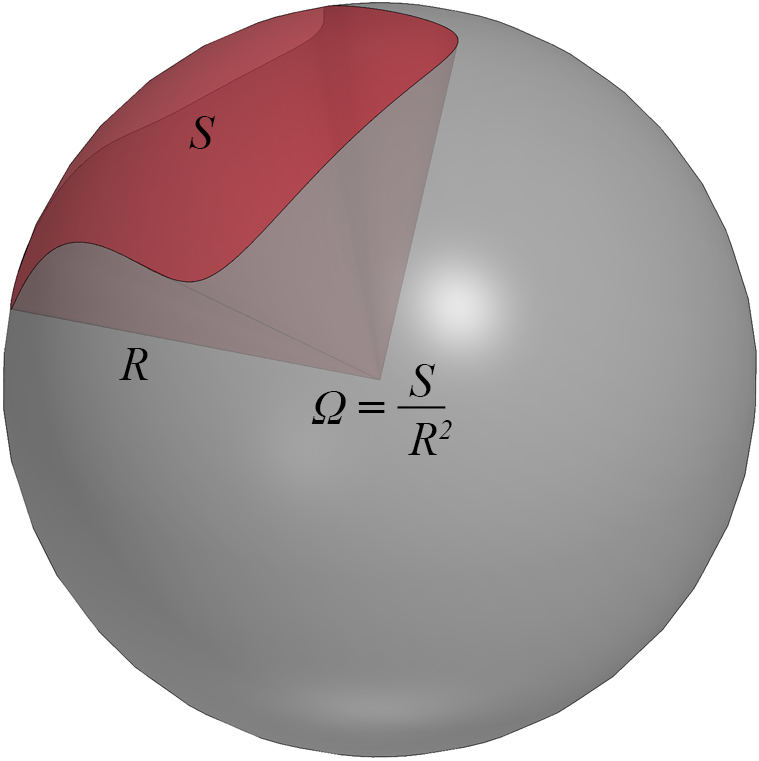
Произвольный телесный угол

Теле́сный у́гол — часть пространства, которая является объединением всех лучей, выходящих из данной точки (вершины угла) и пересекающих некоторую поверхность (которая называется поверхностью, стягивающей данный телесный угол). Частными случаями телесного угла являются трёхгранные и многогранные углы. Границей телесного угла является некоторая коническая поверхность. Обозначается телесный угол обычно буквой Ω.
Телесный угол измеряется отношением площади той части сферы с центром в вершине угла, которая вырезается этим телесным углом, к квадрату радиуса сферы:
{\displaystyle \Omega \,=\,{S \over R^{2}}.}

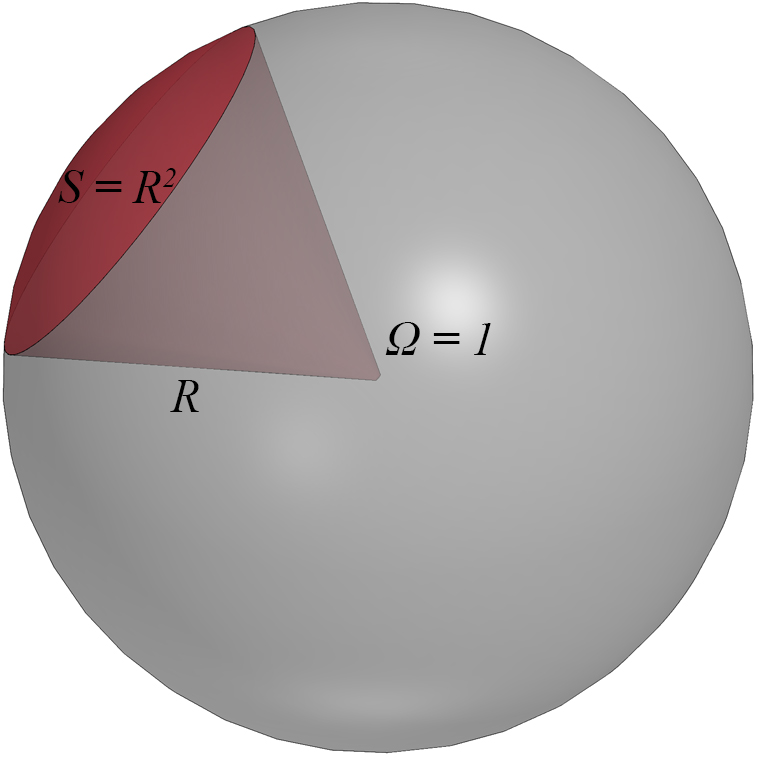
Телесный угол равный одному стерадиану

Двойственный телесный угол к данному телесному углу Ω определяется как угол, состоящий из лучей, образующих с любым лучом угла Ω неострый угол.

## Единицы телесного угла
Телесные углы измеряются отвлечёнными (безразмерными) величинами. Единицей измерения телесного угла в системе СИ является стерадиан, равный телесному углу, вырезающему из сферы радиуса r поверхность с площадью r2. Кроме стерадианов, телесный угол может измеряться в квадратных градусах, квадратных минутах и квадратных секундах, а также в долях полного телесного угла. Полная сфера образует телесный угол, равный 4π стерадиан (полный телесный угол), для вершины, расположенной внутри сферы, в частности, для центра сферы; таким же является телесный угол, под которым видна любая замкнутая поверхность из точки, полностью охватываемой этой поверхностью, но не принадлежащей ей. Полный телесный угол иногда называют спат (англ. spat). 
Телесный угол имеет нулевую физическую размерность.
Коэффициенты пересчёта единиц телесного угла.
| {\displaystyle \Omega } | Стерадиан (ср)                                  | Кв. градус (☐°)                             | Кв. минута (☐′)                            | Кв. секунда (☐′′)                               | Полный угол (спат)                                 |
| 1 стерадиан =           | 1                                               | (180/π)² ≈ ≈ 3282,806 кв. градусов          | (180×60/π)² ≈ ≈ 1,1818103⋅107 кв. минут    | (180×60×60/π)² ≈ ≈ 4,254517⋅1010 кв. секунд     | 1/4π ≈ ≈ 0,07957747 полного угла                   |
| 1 кв. градус =          | (π/180)² ≈ ≈ 3,0461742⋅10−4 стерадиан           | 1                                           | 60² = = 3600 кв. минут                     | (60×60)² = = 12 960 000 кв. секунд              | π/(2×180)² ≈ ≈ 2,424068⋅10−5 полного угла          |
| 1 кв. минута =          | (π/(180×60))² ≈ ≈ 8,461595⋅10−8 стерадиан       | 1/60² ≈ ≈ 2,7777778⋅10−4 кв. градусов       | 1                                          | 60² = = 3600 кв. секунд                         | π/(2×180×60)² ≈ ≈ 6,73352335⋅10−9 полного угла     |
| 1 кв. секунда =         | (π/(180×60×60))² ≈ ≈ 2,35044305⋅10−11 стерадиан | 1/(60×60)² ≈ ≈ 7,71604938⋅10−8 кв. градусов | 1/60² ≈ ≈ 2,7777778⋅10−4 кв. минут         | 1                                               | π/(2×180×60×60)² ≈ ≈ 1,87042315⋅10−12 полного угла |
| Полный угол =           | 4π ≈ ≈ 12,5663706 стерадиан                     | (2×180)²/π ≈ ≈ 41252,96125 кв. градусов     | (2×180×60)²/π ≈ ≈ 1,48511066⋅108 кв. минут | (2×180×60×60)²/π ≈ ≈ 5,34638378⋅1011 кв. секунд | 1                                                  |

## Вычисление телесных углов
Для произвольной стягивающей поверхности S телесный угол Ω, под которым она видна из начала координат, равен
{\displaystyle \Omega =\int \limits _{S}d\Omega =\iint \limits _{S}\sin \vartheta \,d\varphi \,d\vartheta =\int \limits _{S}{\frac {(\mathbf {r} /r)\cdot \mathbf {n} dS}{r^{2}}},}
где {\displaystyle r,\vartheta ,\varphi } — сферические координаты элемента поверхности {\displaystyle dS,} {\displaystyle \mathbf {r} } — его радиус-вектор, {\displaystyle \mathbf {n} } — единичный вектор, нормальный к {\displaystyle dS.}

## Свойства телесных углов
1. Полный телесный угол (полная сфера) равен 4π стерадиан.
2. Сумма всех телесных углов, двойственных к внутренним телесным углам выпуклого многогранника, равна полному углу.

## Величины некоторых телесных углов
- Треугольник с координатами вершин {\displaystyle \mathbf {r} _{1}}, {\displaystyle \mathbf {r} _{2}}, {\displaystyle \mathbf {r} _{3}} виден из начала координат под телесным углом

{\displaystyle \Omega =2\,\mathrm {arctg} \,{\frac {\left\vert (\mathbf {r} _{1}\mathbf {r} _{2}\mathbf {r} _{3})\right\vert }{r_{1}r_{2}r_{3}+(\mathbf {r} _{1}\cdot \mathbf {r} _{2})r_{3}+(\mathbf {r} _{2}\cdot \mathbf {r} _{3})r_{1}+(\mathbf {r} _{3}\cdot \mathbf {r} _{1})r_{2}}},}
где {\displaystyle (\mathbf {r} _{1}\mathbf {r} _{2}\mathbf {r} _{3})} — смешанное произведение данных векторов, {\displaystyle (\mathbf {r} _{i}\cdot \mathbf {r} _{j})} — скалярные произведения соответствующих векторов, полужирным шрифтом обозначены векторы, нормальным шрифтом — их длины. Используя эту формулу, можно вычислять телесные углы, стянутые произвольными многоугольниками с известными координатами вершин (для этого достаточно разбить многоугольник на непересекающиеся треугольники).
- Телесный угол при вершине прямого кругового конуса с углом раствора α равен {\displaystyle \Omega =2\pi \left(1-\cos {\frac {\alpha }{2}}\right).} Если известны радиус основания {\displaystyle R} и высота {\displaystyle H} конуса, то {\displaystyle \Omega =2\pi \left(1-{\frac {H}{\sqrt {R^{2}+H^{2}}}}\right).} Когда угол раствора конуса мал, {\displaystyle \Omega \approx {\frac {\pi \alpha ^{2}}{4}}} (угол {\displaystyle \alpha } выражен в радианах), или {\displaystyle \Omega \approx 0{,}000239\alpha ^{2}} (угол {\displaystyle \alpha } выражен в градусах). Так, телесный угол, под которым с Земли видны Луна и Солнце (их угловой диаметр примерно равен 0,5°), составляет около 6⋅10−5 стерадиан, или ≈0,0005 % площади небесной сферы (то есть полного телесного угла).
- Телесный угол двугранного угла в стерадианах равен удвоенному значению двугранного угла в радианах.
- Телесный угол трёхгранного угла выражается по теореме Люилье через его плоские углы {\displaystyle \theta _{a},\theta _{b},\theta _{c}} при вершине, как:

{\displaystyle \Omega =4\,\operatorname {arctg} {\sqrt {\operatorname {tg} \left({\frac {\theta _{s}}{2}}\right)\operatorname {tg} \left({\frac {\theta _{s}-\theta _{a}}{2}}\right)\operatorname {tg} \left({\frac {\theta _{s}-\theta _{b}}{2}}\right)\operatorname {tg} \left({\frac {\theta _{s}-\theta _{c}}{2}}\right)}},} где {\displaystyle \theta _{s}={\frac {\theta _{a}+\theta _{b}+\theta _{c}}{2}}} — полупериметр.
Через двугранные углы {\displaystyle \alpha ,\beta ,\gamma } телесный угол выражается как:
{\displaystyle \Omega =\alpha +\beta +\gamma -\pi .}
- Телесный угол при вершине куба (или любого другого прямоугольного параллелепипеда) равен {\displaystyle {\frac {1}{8}}} полного телесного угла, или {\displaystyle {\frac {\pi }{2}}} стерадиан.

Телесный угол при вершине наклонного кругового конуса

- Телесный угол, под которым видна грань правильного N-гранника из его центра, равна {\displaystyle {\frac {1}{N}}} полного телесного угла, или {\displaystyle {\frac {4\pi }{N}}} стерадиан.
- Телесный угол при вершине наклонного кругового конуса Телесный угол, под которым виден круг радиусом R из произвольной точки пространства (то есть телесный угол при вершине произвольного кругового конуса, не обязательно прямого) вычисляется с использованием полных эллиптических интегралов 1-го и 3-го рода[2]:

{\displaystyle \Omega =2\pi +{\frac {2H}{L}}\left({\frac {r-R}{r+R}}\,\Pi (\alpha ^{2},k)-K(k)\right)} при {\displaystyle r\leq R,}
{\displaystyle \Omega ={\frac {2H}{L}}\left({\frac {r-R}{r+R}}\,\Pi (\alpha ^{2},k)-K(k)\right)} при {\displaystyle r>R,}
где {\displaystyle K(k)} и {\displaystyle \Pi (\alpha ^{2},k)} — полные нормальные эллиптические интегралы Лежандра 1-го и 3-го рода, соответственно;
{\displaystyle r} — расстояние от центра основания конуса до проекции вершины конуса на плоскость основания;
{\displaystyle H} — высота конуса;
{\displaystyle L={\sqrt {H^{2}+(r+R)^{2}}}} — длина максимальной образующей конуса;
{\displaystyle k={\frac {\sqrt {4rR}}{L}};}
{\displaystyle \alpha ={\frac {\sqrt {4rR}}{r+R}}.}